# Товарная биржа

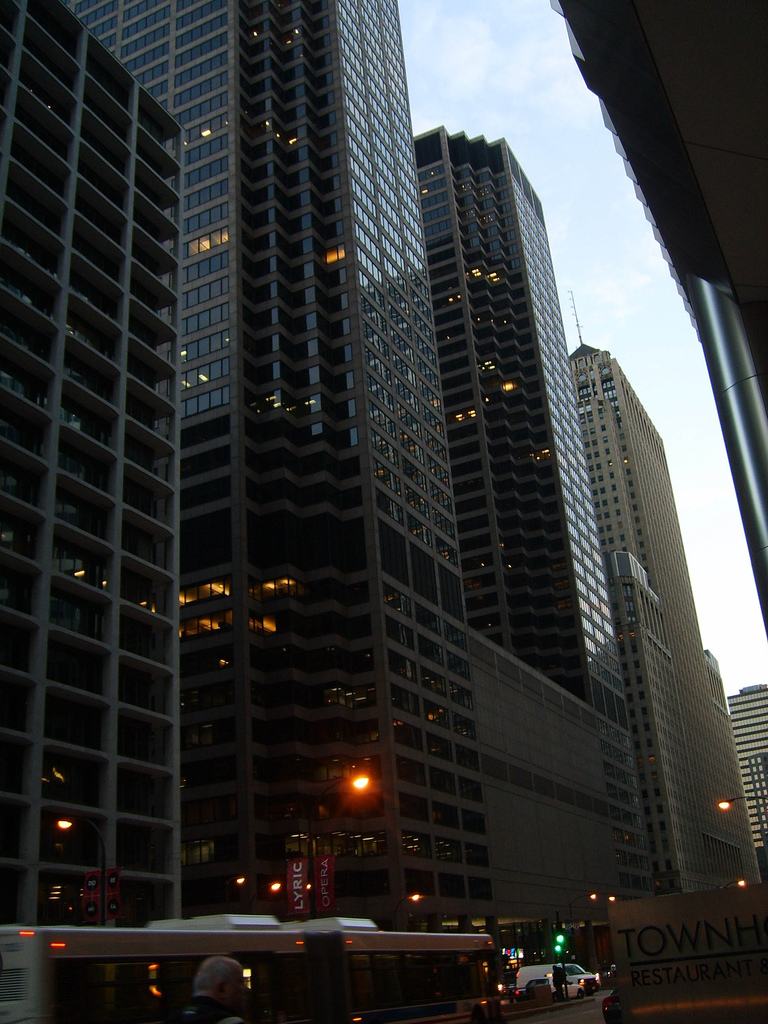
Чикагская товарная биржа (Chicago Mercantile Exchange)

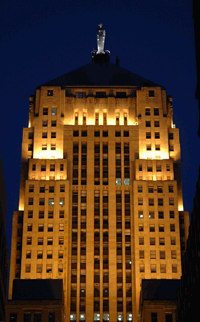
Чикагская торговая палата (Chicago Board of Trade)

Товарная биржа (англ. commodity exchange) — постоянно действующий оптовый рынок чистой конкуренции, на котором по определённым правилам совершаются сделки купли-продажи на качественно однородные и легко взаимозаменяемые товары.

## История
Товарные биржи появились значительно раньше фондовых бирж. Первая товарная биржа была основана в 1409 году в Брюгге (тогда это были владения Франции, сейчас это территория Бельгии).
Первая постоянная товарная биржа была создана в Антверпене около 1460 года. В 1531 году было возведено здание биржи, а до этого сделки проводились на специальной площади. После разгрома Антверпена испанцами в 1576 году биржа была перемещена в Амстердам. Позднее товарные биржи появились в других городах Европы (Лондон, Лион, Тулуза и др.).
В Соединённых Штатах Америки первые биржи появились в начале XIX века. По мере развития капитализма бурно развивались и биржи. Только в США их насчитывалось в тот период около 500.
По мере развития рыночной экономики, совершенствования транспорта, создания современных средств связи число товарных бирж сокращалось. Одновременно происходил процесс сокращения количества видов товаров, продаваемых и покупаемых на биржах. Если в период расцвета бирж на них обращалось более 200 видов товаров, то в настоящее время — около 100.

## Биржевые товары
В настоящее время на товарных биржах в мире продаётся около 100 так называемых биржевых товаров. На их долю приходится около 20 % международной торговли. Эти товары можно условно объединить в следующие группы:
- энергетическое сырьё: нефть, дизельное топливо, бензин, мазут, пропан;
- цветные и драгоценные металлы: медь, алюминий, свинец, цинк, олово, никель, золото, серебро, платина и др.;
- зерновые: пшеница, кукуруза, овёс, рожь, ячмень, рис;
- маслосемена и продукты их переработки: льняное и хлопковое семя, соя, бобы, соевое масло, соевый шрот;
- живые животные и мясо: крупный рогатый скот, живые свиньи, бекон;
- пищевкусовые товары: сахар-сырец, сахар рафинированный, кофе, какао-бобы, картофель, растительные масла, пряности, яйца, концентрат апельсинового сока, арахис;
- текстильное сырьё: хлопок, джут, натуральный и искусственный шёлк, мытая шерсть и др.
- промышленное сырьё: каучук, пиломатериалы, фанера.

## Виды бирж
В зависимости от номенклатуры товаров, продаваемых и покупаемых на бирже, их можно разделить на универсальные и специализированные.

### Универсальные биржи

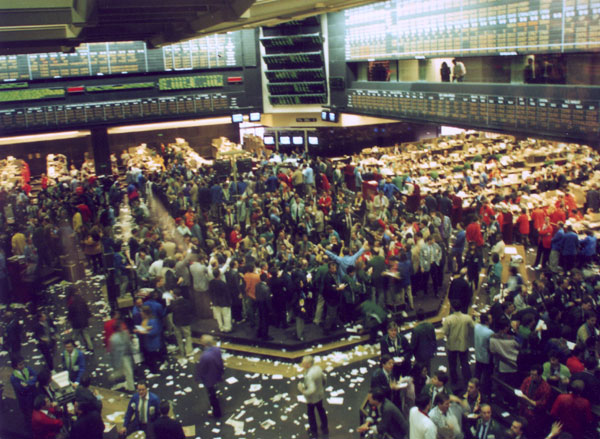
Торговый зал Чикагской торговой палаты (Chicago Board of Trade)

Самые крупные по объёму совершаемых сделок международные товарные биржи (МТБ) являются универсальными. Например, в Чикагской торговой палате (Chicago Board of Trade) торгуют пшеницей, кукурузой, овсом, соевыми бобами, соевым шротом, соевым маслом, золотом, серебром, ценными бумагами. На Чикагской товарной бирже (англ. Chicago Mercantile Exchange) — крупным рогатым скотом, живыми свиньями, беконом, золотом, пиломатериалами, ценными бумагами, иностранной валютой. На Токийской товарной бирже сделки совершаются по золоту, серебру, платине, каучуку, хлопковой пряже, шерстяной пряже. Кроме того, универсальными биржами являются Сиднейская и Сянганская (Гонконгская) биржи.

### Специализированные биржи
Для специализированных бирж характерна более узкая товарная специализация, в основном по группам товаров. К таким биржам относятся, например, Лондонская биржа металлов (англ. The London Metal Exchange, LME, группа цветных металлов: медь, алюминий, никель, олово, свинец, цинк, серебро и с марта 2005 года пластмассы), Нью-Йоркская биржа кофе, сахара и какао (англ. Coffee, Sugar and Cocoa Exchange), Нью-Йоркская биржа хлопка (англ. New York Cotton Exchange) и т. п.
Центрами биржевой торговли являются также следующие города применительно к товарам:
- хлопок — Александрия, Сан-Паулу, Бомбей, Сидней;
- рис — Милан, Амстердам, Роттердам;
- шерсть — Антверпен, Мельбурн, Сидней, Рубе (Франция);
- джут — Калькутта, Карачи;
- кофе — Париж, Роттердам, Гавр, Гамбург, Амстердам.

## Организация товарной биржи
Большинство бирж представляют собой добровольное объединение физических и юридических лиц, зарегистрированных в стране местонахождения биржи, которое не ставит целью своей деятельности извлечение прибыли. Организационно-правовой статус, как правило, — акционерное общество закрытого типа. В России по законодательству биржи могут создаваться только в форме акционерного общества (ч.2 ст. 9 Федерального закона «Об организованных торгах» от 21.11.2011 N 325-ФЗ).
Часто устав биржи предполагает разный статус членов биржи.
На Чикагской торговой бирже, например, члены со статусом GIM могут совершать операции по всем фьючерсным контрактам, указанным в правительственном каталоге рынка фьючерсных контрактов на ценные бумаги. Привилегированные члены этой биржи со статусом IDEM пользуются преимуществами в торговле по всем фьючерсным контрактам по индексам, долговым обязательствам и драгоценным металлам. Члены этой же биржи со статусом СОМ имеют право торговли по договорам, представленным в списке товарных опционов на бирже.
Высшим органом управления биржей (после общего собрания членов-учредителей) является специальный выборный орган (совет директоров, совет управляющих, биржевой комитет), которому подчиняются прочие комитеты, исполнительная дирекция, наемный персонал и т.п.

## Функции товарной биржи
Международные товарные биржи (МТБ), являющиеся признанными центрами мировой торговли тем или иным товаром, выполняют следующие основные функции.
1. Ежедневное установление цены на товар (Pricing). Результаты торгов на МТБ становятся моментально известны во всем мире благодаря современным средствам связи и информации. Таким образом, цены МТБ являются индикатором соотношения спроса и предложения на конкретный товар в данный момент в мире.
2. Хеджирование (Hedging). Это форма страхования цены, по которой продается или покупается товар в будущем. Хеджирование является одной из первейших функций биржи уже более ста лет.
3. Гарантия поставки товара (гарантия исполнения обязательств по контракту) (Delivery). Гарантия поставки реального товара, купленного или проданного на бирже, обеспечивается наличием достаточного количества товара, имеющегося на складах биржи, а также созданием специальной системы расчётов, принятием законодательства о биржах и разработкой правил совершения сделок на бирже, контролем за деятельностью бирж со стороны государственных органов.

Наряду с выполнением своих основных функций, имеющих очень важное значение для мировой торговли конкретными товарами, биржи являются институтом рыночной экономики, который предоставляет следующие возможности для участников рыночных отношений:
- игра на разнице цен (спекулятивные операции);
- возможность инвестирования капитала в биржевые активы;
- арбитражные операции;
- финансирование.

## Виды биржевых сделок и их цели
Все сделки, которые совершаются на биржах, предполагают использование стандартных договоров. Поскольку эти контракты не предполагают немедленную и обязательную поставку товара, они получили название фьючерсных контрактов (фьючерсов). Этот вид контрактов строго единообразен, стандартизован в соответствии с биржевыми правилами и содержит конкретное требование по качеству товара, его количеству, срокам и месту поставки и т. п. Единственной переменной величиной при заключении контракта является цена, которая определяется в момент заключения сделки между продавцом и покупателем (или их представителями — брокерами) на бирже.
Таким образом, сделка купли-продажи совершается без осмотра товара на определённое количество фьючерсов. Фьючерсы в отличие от контрактов на поставку реального товара могут быть исполнены двумя способами: путём заключения противоположной сделки на равное количество товара в любой день в соответствии с условиями поставки (так называемый офсет), либо поставкой обусловленного товара.
Хотя на сделки, завершающиеся поставкой товара, приходится чрезвычайно малая часть биржевого оборота (например, на американских биржах их доля составляет: по металлам — 1,2 %; кофе, какао, сахару — 0,7 %; пшенице и кукурузе — в среднем 0,6 % общего объёма сделок), возможность поставки товара на биржевой склад или получения товара с биржевого склада выполняет важную функцию связи фьючерсного рынка с рынком реального товара.
Таким образом, на товарной бирже всегда существует возможность покупки или продажи реального товара, несмотря на то, что современные биржи в основном представляют собой рынок фьючерсов и опционов.
Все фьючерсные контракты в обязательном порядке должны быть зарегистрированы в расчетной палате биржи (Clearing House). При регистрации фьючерса заключающий контракт вносит в расчетную палату гарантийный задаток в форме депозита (первоначальный задаток обычно в размере 10-15 % стоимости контракта) и маржи (дополнительный задаток в случае изменения цены товара). После регистрации контракта в расчетной палате биржи он может быть в одностороннем порядке ликвидирован любой стороной путём заключения офсетной сделки.
При этом сторона, ликвидирующая контракт, либо выигрывает (получает в расчетной палате сумму выигрыша), либо проигрывает (вносит в расчетную палату сумму проигрыша).

## Товарные и товарно-сырьевые биржи в России
В России первая биржа была создана в 1703 году на основании указа Петра I, который познакомился с работой биржи будучи в Голландии. В течение социалистического периода с плановой, командно-административной экономикой в СССР и России не было бирж, за исключением краткосрочного периода НЭПа.
С переходом к рынку в России стали появляться и биржи, число которых росло очень быстро. В краткосрочный период число зарегистрированных бирж в России превышало общее число действующих бирж в мире. Однако далеко не все из них реально работали.
С 1 января 2014 года российское законодательство не предусматривает деления бирж на фондовые, валютные и товарные; для обозначения всех вышеперечисленных видов используется термин «биржа» (п.6 ст. 29 Федерального закона от 21.11.2011 N 325-ФЗ (ред. от 21.12.2013) «Об организованных торгах»), а их деятельность регулируется Федеральным законом «Об организованных торгах» и иными нормативными актами.